# Christophe (chanteur)
Pour les articles homonymes, voir Christophe et Bevilacqua (homonymie).
Daniel Bevilacqua, dit Christophe, est un auteur-compositeur, chanteur et occasionnellement comédien français, né le 13 octobre 1945 à Juvisy-sur-Orge et mort le 16 avril 2020 à Brest.
En 1965, en pleine époque yéyé, une de ses premières chansons, Aline, devient instantanément un tube. Il connaît d'autres grands succès avec Main dans la main (1972), Les Paradis perdus (1973) et Les Mots bleus (1974), salués par la critique, tout comme son album pop rock Le Beau Bizarre (1978) qui connaîtra cependant un moindre retentissement commercial. En 1979 la chanson Aline connaît un revival et devient le slow de l'été en France. Le titre Succès fou, paru en 1983, constitue son dernier véritable succès commercial.
Après une relative éclipse, il sort cinq albums entre 1996 et 2016, dont Comm'si la terre penchait (2001) et Les Vestiges du chaos (2016). En 2019, Christophe revient avec deux compilations de duos (Christophe, Etc. et Christophe, Etc. Vol. 2), dans lesquelles le chanteur revisite ses chansons.
Au total, il a publié dix-sept albums studio, trois albums en public et collaboré à quatre longs métrages en cinquante-cinq ans de carrière.

## Biographie

### Origines
Christophe descend d'immigrés italiens originaires du Frioul. En 1891, son arrière-grand-père, le maçon-fumiste Baptiste Bevilacqua, s'installe à Juvisy et fait venir de nombreux compatriotes pour travailler dans l'entreprise familiale. Plusieurs décennies après, le père de Christophe, Georges Jacques Bevilacqua, tient une entreprise d'installation de chauffage central — qui prospère assez pour s'étendre à la vente d'électroménager —, tandis que la mère, française, est couturière.
Vers l'âge de huit ans, il a Édith Piaf et Gilbert Bécaud pour premières idoles, puis il découvre le blues, Robert Johnson et John Lee Hooker. Fasciné très jeune par l'American way of life tel qu'il est dépeint dans les films qu'il va souvent voir au cinéma, il se passionne également pour les automobiles. À la fin des années 1950, comme bien des baby boomers, il est marqué par Elvis Presley et James Dean et, tout en développant une passion sincère pour le rock des pionniers de la maison Sun et le blues, il reconnaît avoir également été influencé par Georges Brassens.
Ayant trouvé sa vocation, il apprend la guitare et l'harmonica et choisit « Christophe » comme nom de scène en hommage à la médaille de saint Christophe qu'il avait reçue de sa grand-mère. En 1961, il fonde un groupe amateur qu'il nomme Danny Baby et les Hooligans (« Danny » étant une référence à son prénom Daniel).

### Débuts

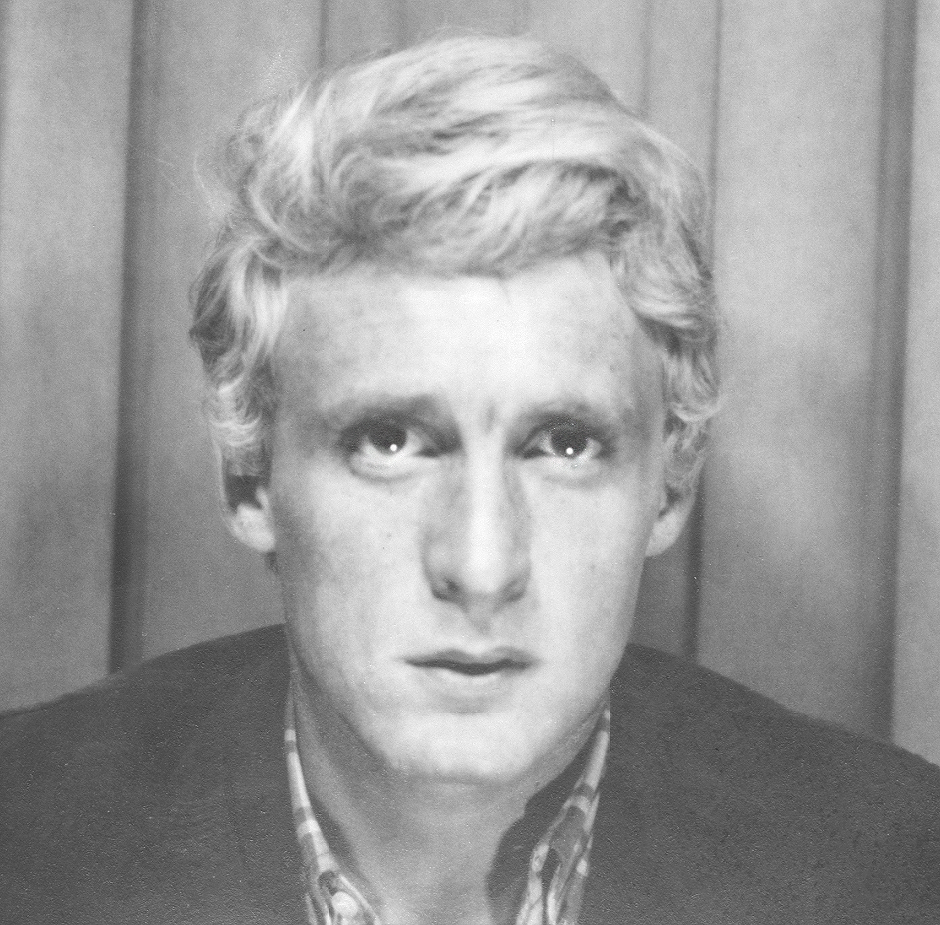
Christophe en 1965. Photo d'identité (Sacem).

En 1963, Christophe entame une carrière de chanteur en solo et enregistre son premier 45 tours Reviens Sophie, qui est un échec.
C'est en 1965, année où il effectue son service militaire,, que sa carrière décolle véritablement grâce au succès de sa ballade Aline qui lui apporte la reconnaissance : no 1 en France, en Espagne, en Belgique, en Israël, en Turquie et au Brésil, la chanson dépasse le million de disques vendus, dont plus de quatre cent mille en France.
Mais des doutes sur les paroles (peut-être écrites en collaboration avec Jean Albertini, son producteur) et la musique lui valent quelque temps plus tard un procès pour plagiat avec le chanteur Jacky Moulière, qui l'accuse d'avoir plagié sa chanson La Romance. Christophe perd en première instance mais gagne en appel à la fin des années 1970.
En avril 1966, il figure, parmi quarante-six vedettes françaises du « yéyé », sur la Photo du siècle prise par Jean-Marie Périer.
D'autres succès suivent à un rythme plus ou moins régulier, comme Les Marionnettes (no 1 en France et en Belgique), J'ai entendu la mer, Je chante pour un ami ou Excusez-moi Monsieur le professeur.

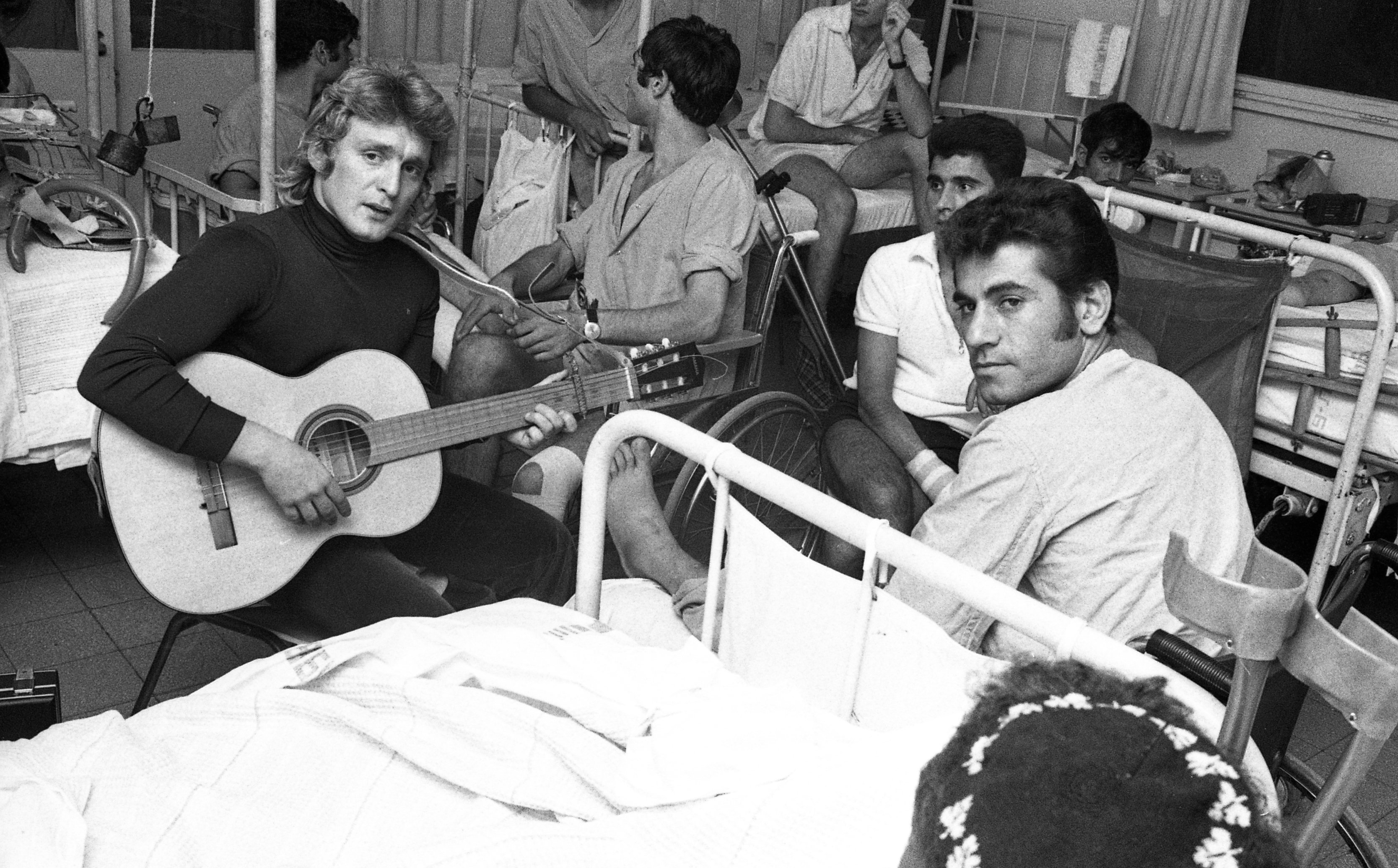
Christophe en 1969.

En 1967 et 1968, il participe à des courses comme coureur automobile, ce qui aurait pu le mener vers une carrière de pilote,. Pendant cette période il n'enregistre pas d'albums. En 1970, il arrête les courses après avoir été condamné à de la prison avec sursis et à une suspension de permis (en 2000, il perdra de nouveau son permis de conduire à la suite d'excès de vitesse). Il affectionne les grosses voitures américaines comme les Cadillac et collectionne des voitures, ainsi que divers objets : synthétiseurs vintage, bobines de films, juke-box, etc.,,,

### Consécration
Au début des années 1970, sa popularité fléchit pendant une courte période, durant laquelle il se laisse pousser une moustache qui, avec sa longue chevelure blonde, signe son image de latin lover.
En 1971, Francis Dreyfus crée le label Les Disques Motors, d'où vont sortir désormais les albums de Christophe. Il revient dans les classements avec respectivement Mal et Mes Passagères la même année, et Oh mon Amour, Main dans la main, Belle et Rock Monsieur en 1972, qui apparaissent sur un album publié la même année. Le déclic se produit à nouveau pour Christophe lorsque son producteur Francis Dreyfus lui adjoint les services du compositeur Jean-Michel Jarre promu parolier, avec qui il écrit l'album Les Paradis perdus, très influencé par le rock anglo-saxon de l'époque (Pink Floyd, Lou Reed).
Le succès est à nouveau au rendez-vous, et la réussite de leur association concrétisée en 1974 par l'album Les Mots bleus, ainsi que le 45 tours de la chanson titre, un des sommets de la carrière de Christophe, qui lui permet de renouveler son public. Il se produit alors à l'Olympia pour deux soirs à guichets fermés.
En 1976, il collabore avec Boris Bergman pour Samourai, qui contient la chanson Merci John d'être venu dédiée à John Lennon.
En 1978, il publie l'album Le Beau Bizarre, aux textes signés de Bob Decout, qui n'a pas le succès des précédents mais lui vaut les louanges de la critique. C'est un album résolument pop-rock, que le journal Libération place par ailleurs parmi les cent meilleurs albums de l'histoire du rock 'n' roll.
En 1980, il collabore avec son beau-frère Alan Z Kan pour Pas vu, pas pris et, à la demande de son épouse Véronique, Christophe ressort le 45 tours Aline : la réédition dépasse alors le million de copies en France.
En 1983, son troisième plus gros succès en simple est à nouveau une ballade, Succès fou, dont il vend quelque 600 000 copies et qui achève de le cataloguer comme chanteur pour midinettes. En 1984, il sort le titre Voix sans issue, interprété en yaourt.
Christophe aurait fait part de convictions et d'un engagement contre le fléau de la faim dans le monde en débattant sur ce sujet dans des émissions de télévision dans les années 1980,[réf. à confirmer]. Il participe en 1985 aux chœurs de la chanson Éthiopie des Chanteurs sans frontières.

### Années 1980 et 1990
Par la suite, son rythme de travail se ralentit : il compose la musique du premier tube de Corynne Charby, Boule de flipper. Il publie un album d'adaptations de standards anglo-saxons des années 1940-1950 (Clichés d'amour), des 45 tours (Ne raccroche pas en 1985, qui se veut un clin d'œil adressé à la jeune Stéphanie de Monaco), mais ne fait plus de scène.
Il se consacre alors essentiellement à ses collections de juke-boxes, de disques rares et de grands films — sa cinéphilie était bien connue du directeur de la Cinémathèque française, Henri Langlois, à qui il prêta une copie originale de La Strada de Federico Fellini. Mélomane averti, il se tient toujours au courant des dernières nouveautés, afin notamment d'actualiser sa propre musique. Perfectionniste jusqu'à la maniaquerie, il peut passer un an à travailler sur le son d'une partie de batterie.
Après un 45 tours passé à peu près inaperçu Chiqué chiqué en 1988, Christophe change de maison de disques en 1995. De Motors, il passe chez Epic, une division de Sony.
En 1996, il publie Bevilacqua, un album ambitieux qui ne fera guère parler de lui, où on l'entend en duo avec son idole Alan Vega du groupe américain Suicide.
Véritable disque d'ambiance, Bevilacqua surprend par sa modernité : Christophe ne ressemble plus au dandy crooner des années 1970. Il a travaillé durant plusieurs mois sur l'album dans le studio installé chez lui.
Cinq ans plus tard, le 5 juin 2001, l'album d'avant-garde Comm'si la terre penchait, produit par Philippe Paradis, connaît un meilleur accueil, même si on est encore loin des résultats de vente passés.
Il annonce alors son retour sur scène (où il ne s'était pas produit depuis 26 ans) et donne une série de concerts à l'Olympia. 
Il fait appel à des éclairagistes du théâtre et de la danse pour mettre en valeur son spectacle. Il chante, assis sur un tabouret, la lumière centrée sur lui, pendant que des danseurs se produisent sur une chorégraphie de Marie-Claude Pietragalla, des images de rock'n'roll sont projetées sur le décor. Les CD et DVD Olympia 2002 paraissent l'année suivante.

### Années 2000 à 2020

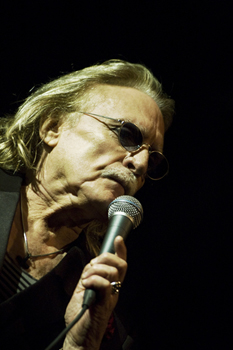
Christophe en concert en 2009.

En 2003, il participe à l'album Sol en Cirque (conte musical écrit par Zazie, Vincent Baguian et Jean-Marie Leau) avec d'autres artistes (Maurane, Axel Bauer, Carla Bruni...) dont les bénéfices des ventes avaient pour but de soutenir Solidarité enfants sida.
En 2004, il chante en duo avec Alain Bashung sur la scène de l'Élysée-Montmartre Les Mots bleus et Amsterdam. En mars 2005, sur la scène de l'Opéra-Comique il reprend la chanson Hollywood de Brigitte Fontaine composée par Areski Belkacem. Il enregistre à cette époque en duo avec Isabelle Adjani la chanson Où tu ne m'attendais pas, publiée en 2023 sur l’album Bande originale.
En 2007, Christophe chante L'un dans l'autre sur l'album Arkhangelsk du trompettiste Erik Truffaz, morceau dont il a écrit les paroles.
Le 30 juin 2008, il sort Aimer ce que nous sommes chez AZ : une œuvre large sur laquelle il travaille depuis 2004. Plusieurs artistes, comme Isabelle Adjani, Daniel Filipacchi, Florian Zeller, Murcof, Jac Berrocal, Carmine Appice et son ancien producteur Francis Dreyfus, ont collaboré à cet album, enregistré essentiellement de nuit, entre Paris, Séville, Londres et réalisé par Christophe Van Huffel (du groupe Tanger).
En 2009, il donne un concert spectacle dans le parc du château de Versailles, avec Carmine Appice à la batterie. À la fin de cette année, il entame la tournée Aimer ce que nous sommes.
En 2011, il participe à l'album de reprises de chansons d'Alain Bashung, Tels Alain Bashung en interprétant de manière remarquée Alcaline et reprend en duo avec Brigitte Fontaine Hollywood sur l'album L'un n'empêche pas l'autre. Il ressort cette même année l'album Bevilacqua.
Dans le cadre de la tournée « Aimer ce que nous sommes » qui a déjà emmené Christophe dans toute la France, en Suisse, en Belgique et au Liban, le 18 juin 2011, il revient dans sa ville natale, Juvisy-sur-Orge, où il se produit pour un spectacle de trois heures et demie devant près de trois mille personnes.
En octobre 2011, il est invité par Julien Doré sur la scène de l'Olympia, et en novembre 2011, il chante en duo Boby avec Loane.
Après une tournée de plus de cent dates, début 2013, Christophe choisit de donner sept concerts en France, sous le titre Intime Tour, avec une formation épurée (piano, synthés, guitare).

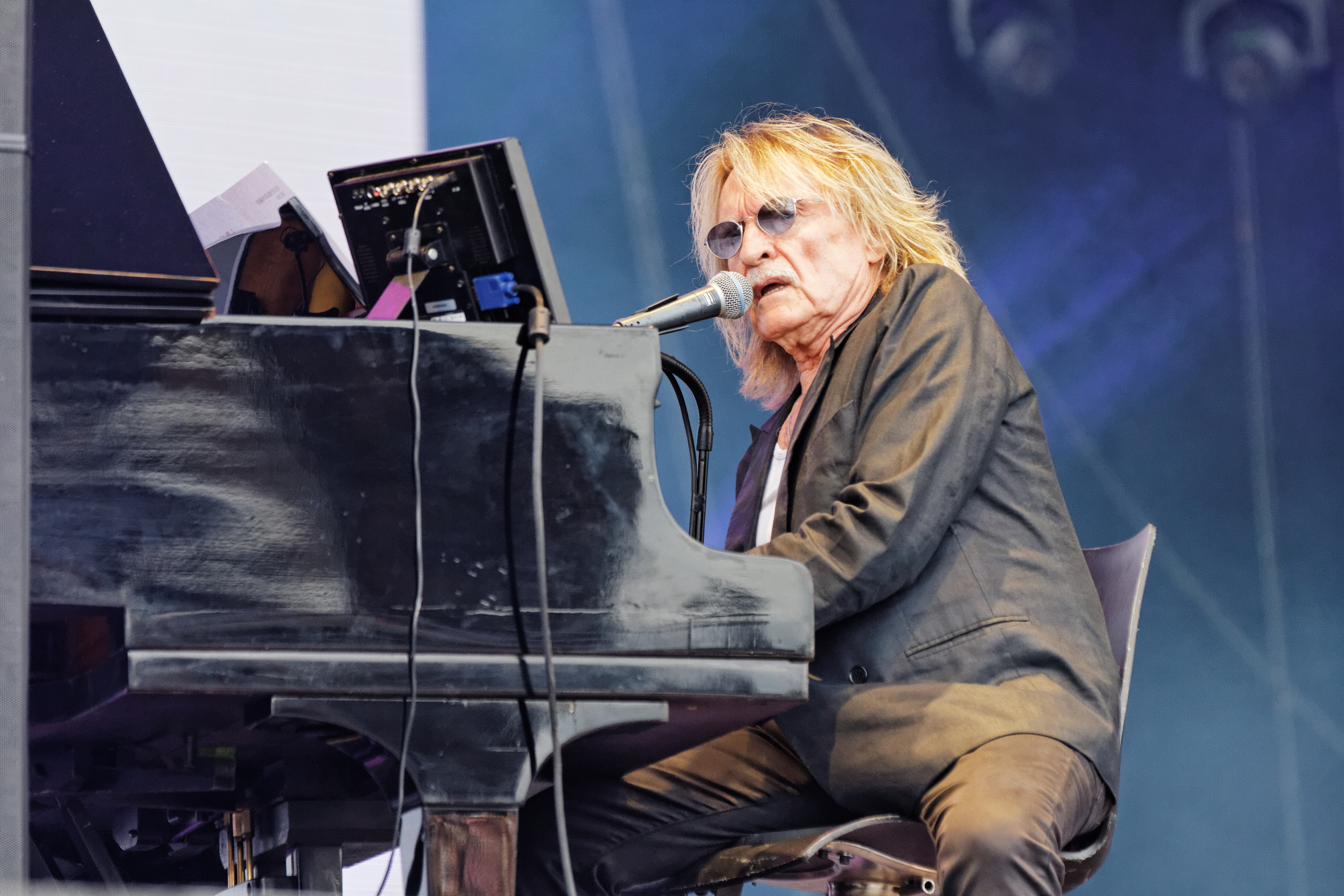
Christophe au festival des Vieilles Charrues 2014.

Le 18 mars 2013, Christophe sort le premier volume d'une série d'albums d'inédits: Paradis retrouvé (BMG), à cette occasion, le journaliste Bayon considère qu'en tant que « yéyé minet rockab electro dandy beauf bouliste à pin-up, Christophe serait ce chaînon manquant elvisien entre Adamo et Vega via Juvet. »
À la suite du succès des premiers concerts de l'Intime Tour, la tournée se poursuit en France et à l'étranger, donnant lieu, le 31 mars 2014, à la sortie de l'album Intime.
En 2016, il collabore avec Jean-Michel Jarre à l'occasion de l'album Electronica 2: The Heart of Noise pour le morceau Walking The Mile.
Christophe sort son ultime album original le 8 avril 2016, Les Vestiges du chaos, qui reçoit un accueil critique enthousiaste. L'album comprend un duo avec Alan Vega, l'une des idoles du chanteur.

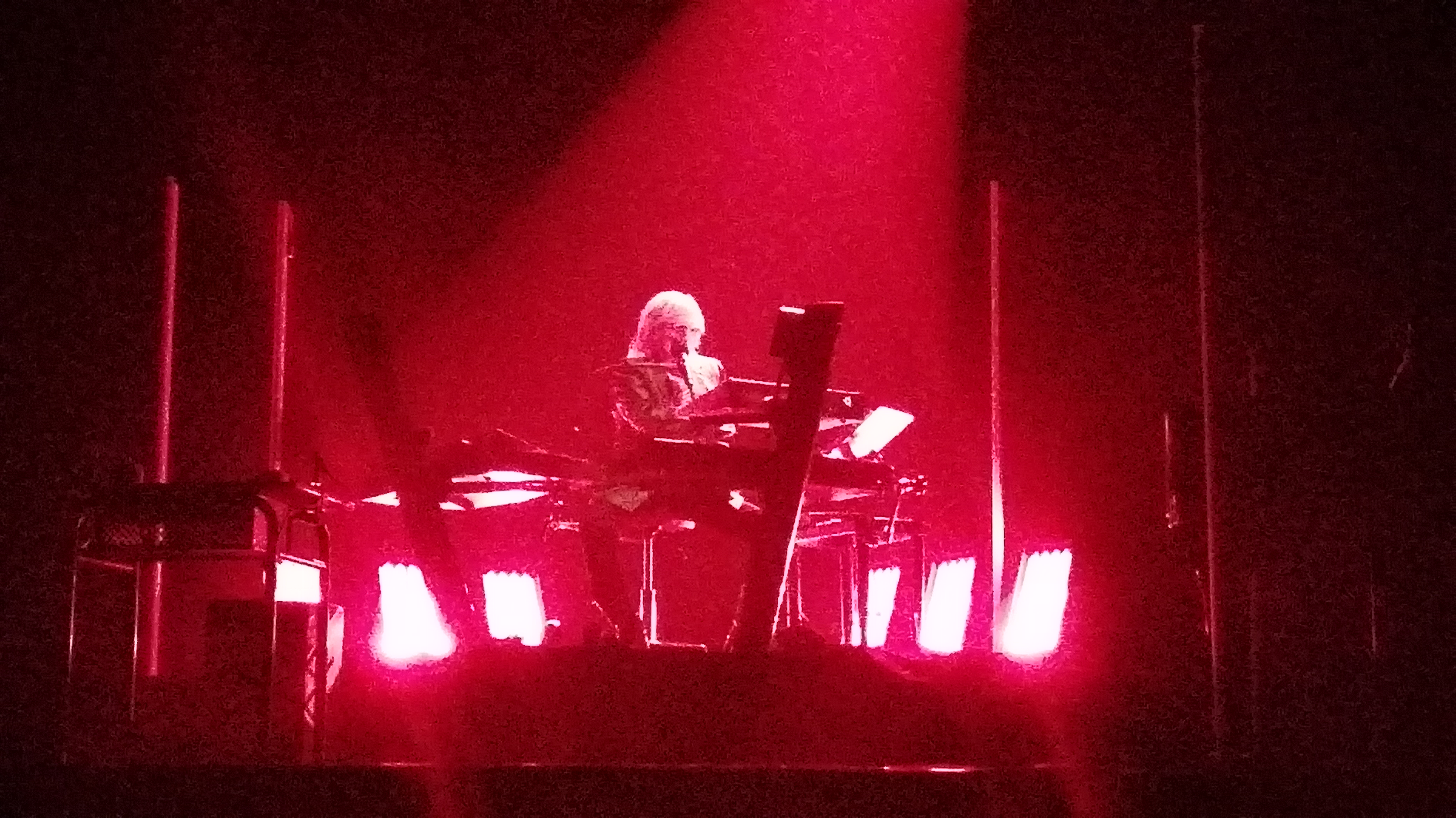
Christophe aux claviers, interprétant le titre Dangereuse, lors de sa dernière tournée le 13 février 2020 en musique au centre culturel Robert-Desnos à Ris-Orangis.

En 2019, Christophe est invité par les curateurs Martin Widmer et Marie Vuillemin du centre d'art de Neuchâtel (CAN) en Suisse à mettre en musique des entretiens qu'ils ont réalisés et montés de l'artiste suisse Olivier Mosset. Pendant plus d'un an, Christophe et Widmer collaborent sur la réalisation de ce morceau qui sortira finalement sous forme d'un maxi 45 tours en juin 2019. Étonnant et inclassable, ce disque reste comme l'une de ses publications les plus originales, mêlant musique et art contemporain. Quelques mois plus tard, à l'occasion du vernissage de la rétrospective d'Olivier Mosset au MAMCO de Genève le 25 février 2020, Christophe interprète une version en public du disque.
Parallèlement, il publie deux nouveaux albums studio : Christophe, etc. le 17 mai 2019, et Christophe, etc. Vol. 2 le 13 décembre 2019, en fait deux compilations d'une vingtaine de titres de son répertoire réinterprétés en duo avec Étienne Daho, Eddy Mitchell, Julien Doré, Pascal Obispo ou encore Philippe Katerine.
Son ultime tournée s'achève le 13 février 2020 au centre culturel Robert-Desnos de Ris-Orangis, avec un spectacle d'une durée de trois heures où, très proche du public, il alterne piano, synthés et guitare avec comme à l'accoutumée de nombreuses anecdotes entre deux chansons. Le 15, il joue sous la même formule au théâtre Pierre Cravey à La Teste-de-Buch (Gironde) ; il s'agit de son dernier concert. En effet, le mois suivant, dans le cadre du confinement exigé par la pandémie de Covid-19, il annule ou reporte graduellement les dates restantes de sa tournée, dont celles qui auraient dû avoir lieu les 29 et 30 avril au Grand Rex de Paris. Au moment où il est hospitalisé, il travaille sur un nouvel album original de dix titres.
Sa dernière apparition publique a lieu le 21 février 2020 lors de l'enregistrement de l'émission Taratata, durant lequel il interprète son tube Daisy en duo avec Lætitia Casta.

### Mort

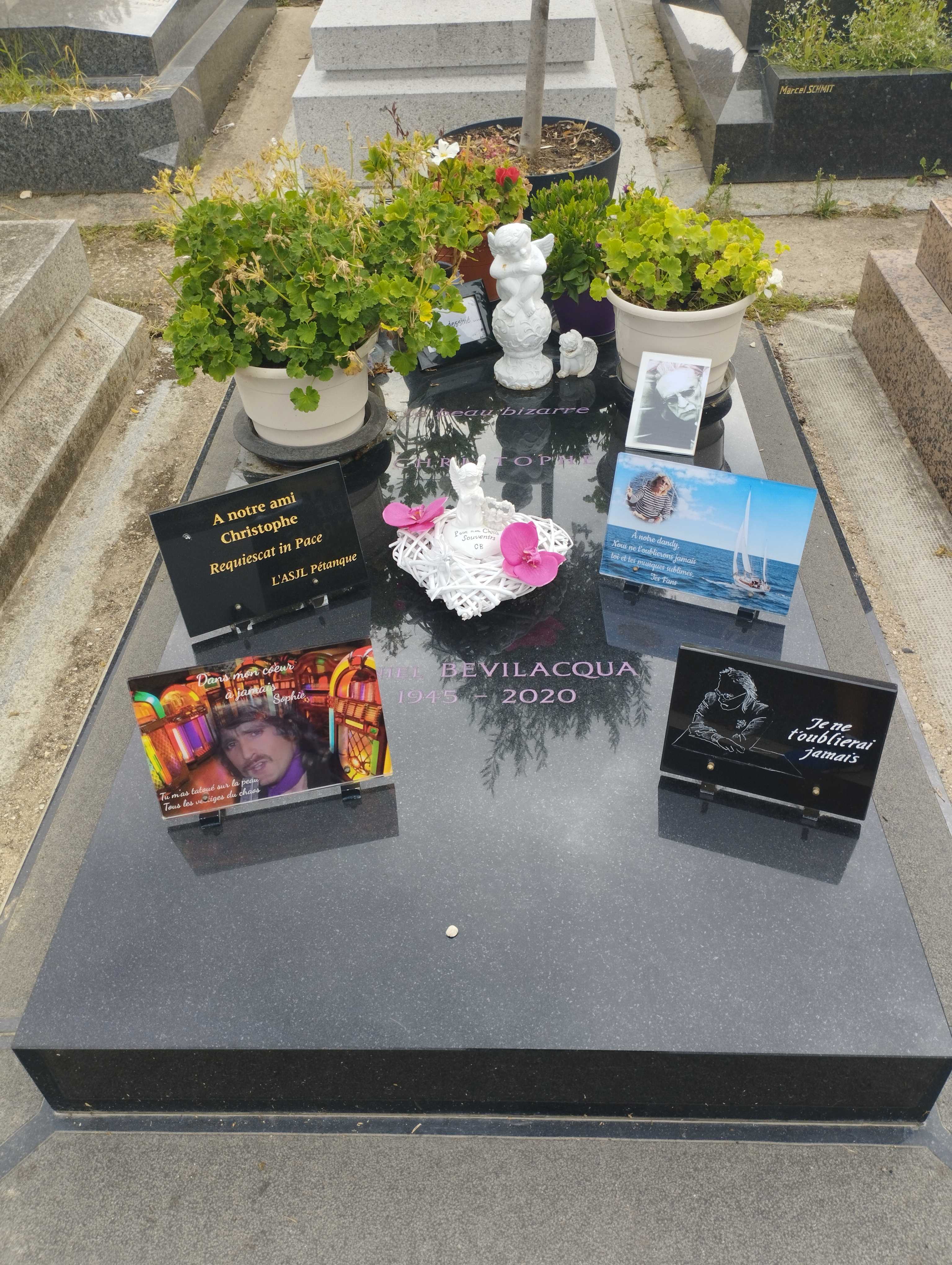
Tombe de Christophe au cimetière du Montparnasse (division 7).

Souffrant d'un emphysème pulmonaire depuis longtemps, Christophe est pris de toux et de fièvre le 16 mars 2020. Le 26 mars, il est transporté à l'hôpital Cochin de Paris pour détresse respiratoire aiguë. L’usage du scanner mène à la conclusion d’une forme sévère de Covid-19 sur un emphysème diffus, et le chanteur est aussitôt placé en réanimation.
Transféré à Brest par TGV médicalisé le 1er avril 2020, il y meurt le 16 avril à 20 h 36, à l'âge de 74 ans, des suites de cet emphysème. Dans la nuit son épouse annonce sa mort à l'AFP, mentionnant l'emphysème mais sans évoquer la Covid-19,,. Son corps est ramené à Paris le 29 avril puis il est inhumé dans la plus stricte intimité, au sein de la 7e division du cimetière du Montparnasse le 7 mai,,.
Deux mois plus tard, sa veuve dément avoir caché la véritable cause de sa mort : « Je n'ai jamais voulu cacher le Covid, c'est juste que je ne le savais pas. Lorsqu'il est arrivé à l'hôpital, c'était pour sa crise d'emphysème qui était assez importante. »

### Hommages posthumes
Le 9 octobre 2020, Capitol Records publie une double compilation posthume, Ultime. Le 23 octobre BMG France en publie une nouvelle, disponible en CD, double CD et double vinyle : Christophe: 10 ans.
France Inter consacre la journée du 16 avril 2021 à commémorer l'artiste.
Le 12 septembre 2021, un concert hommage est joué à la Philharmonie de Paris, autour de reprises interprétées entre autres par Keren Ann, Pascal Obispo, Raphaël, Salvatore Adamo ou encore Axel Bauer.
Le 25 mai 2022 est diffusé en avant-première au festival de Cannes le documentaire Christophe, définitivement, suivi par une soirée karaoké.
Le 18 juin 2022 au soir, la fête de la ville de Juvisy-sur-Orge dont il est natif lui rend hommage à travers une soirée consacrée aux reprises de ses chansons par des artistes amateurs ou reconnus, tels que les paroliers Boris Bergman et Élisa Point.
Le 8 mars 2023 sort en salles le film documentaire Christophe... définitivement, qui retrace la carrière du chanteur et lui rend hommage à travers des images et extraits vidéo pris lors de ses concerts ou en coulisses. Le film est réalisé par Ange Leccia et Dominique Gonzalez-Foerster,.

### Vie privée
D'une liaison avec la chanteuse Michèle Torr naît le 17 juin 1967 un fils, Romain, qu'il n'a pas reconnu.
Un an plus tard, il rencontre Véronique Kan, demi-sœur d'Alain Kan, qu'il épouse en 1971 et avec laquelle il a une fille, Lucie, née la même année. Ils se séparent après vingt-huit ans de vie commune, sans jamais divorcer.
À partir d'au moins 2012, Christophe fréquente Audrey Gautier, maquilleuse dans le monde de la mode et les milieux artistiques, de trente-trois ans sa cadette et avec laquelle il n'a jamais vécu.
À Paris, il a habité boulevard Flandrin (16e arrondissement) puis au 146, boulevard du Montparnasse (14e arrondissement). Les collections qu'il y entreposait ont été vendues aux enchères le 7 novembre 2020 par la maison Cornette de Saint-Cyr.
Il partage les deux dernières années de sa vie avec Bénédicte La Capria, relation platonique racontée dans le livre Christophe intime.

## Discographie

### Albums studio
- 1966 : Christophe (réédité en 1979 sous le titre Aline)
- 1967 : Christophe (enregistré en italien)
- 1972 : Christophe (Main dans la main, réédité en 1977 avec une tracklist nuancée)
- 1973 : Les Paradis perdus
- 1974 : Les Mots bleus
- 1976 : Samouraï
- 1977 : La dolce vita
- 1978 : Le Beau Bizarre
- 1980 : Pas vu, pas pris
- 1983 : Clichés d'amour (reprises, une compilation de 1993 porte le même titre)
- 1996 : Bevilacqua
- 2001 : Comm'si la terre penchait
- 2008 : Aimer ce que nous sommes
- 2013 : Paradis retrouvé
- 2016 : Les Vestiges du chaos
- 2019 : Christophe, etc. (compilation de 10 titres de son répertoire interprétés en duo)
- 2019 : Christophe, etc. Vol. 2 (compilation faisant suite au précédent album comprenant 11 titres de plus de son répertoire)

## Cinéma
En 1967, Christophe signe avec Clinic la bande originale du film La Route de Salina, de Georges Lautner, qui restera longtemps sa seule incursion musicale dans le domaine cinématographique. L'un de ses morceaux composés pour l'occasion, Sunny road to Salina, est repris par Quentin Tarantino dans Kill Bill, volume 2 (2004). Christophe confiera que cette reprise est « une de [ses] plus grandes fiertés », et qu'il a failli rencontrer Quentin Tarantino.
En 2004, le film Les Mots bleus d'Alain Corneau est structuré autour de sa célèbre chanson éponyme. Ce film est également illustré musicalement par nombre de ses autres chansons.
On le voit, en 2006, faire une très courte apparition dans Quand j'étais chanteur, le film de Xavier Giannoli — qui fut également son voisin de palier durant l'enfance —, avec entre autres Gérard Depardieu et Cécile de France. Le film se clôt sur Les Paradis perdus. 
En 2014, Christophe apparaît dans le film Fils de de HPG, dont il compose et interprète la bande originale, après avoir déjà composé pour son film précédent, Les Mouvements du bassin (2012). Il compose également la musique d'Arrête ou je continue de Sophie Fillières sorti en 2014 et celle de Par accident de Camille Fontaine, sorti en 2015.
En 2019, il participe au film Jeanne de Bruno Dumont, dans lequel il interprète l'un des personnages, compose et interprète la bande originale.
À la télévision, Christophe apparaît dans quelques épisodes de la série Scènes de ménages.

### Compositeur
- 1970 : La Route de Salina de Georges Lautner
- 2012 : Les Mouvements du bassin de HPG
- 2014 : Fils de de HPG
- 2014 : Arrête ou je continue de Sophie Fillières
- 2015 : Par accident de Camille Fontaine
- 2017 : M de Sara Forestier
- 2019 : Jeanne de Bruno Dumont
- 2021 : France de Bruno Dumont

### Comédien

#### Longs métrages
- 1998 : Autour de Vega, documentaire d'Hugues Peyret : lui-même, avec Alan Vega
- 2006 : Quand j'étais chanteur, film de Xavier Giannoli : lui-même, avec Gérard Depardieu
- 2014 : Fils de, de HPG : lui-même
- 2019 : Jeanne de Bruno Dumont : Guillaume Évrard

#### Courts et moyens métrages
- 2011 : Preciosa, court-métrage de Dominique Abel : Christophe
- 2013 : Déjeuner chez Gertrude Stein, court-métrage d'Isabelle Prim : Alice Toklas
- 2013 : Mon plus bel incendie d'Arman Méliès, clip réalisé par Julie Gavras : lui-même[64]
- 2014 : Juke-Box[65], court-métrage d'Ilan Klipper : Daniel Berton
- 2014 : Le Quepa sur la vilni !, moyen-métrage de Yann Le Quellec : le maire de Noère

## Publication
- Vivre la nuit, rêver le jour, souvenirs, Paris, Éditions Denoël[66], 7 avril 2021  (ISBN 978-2-207-16125-8)

## Distinctions

### Récompenses
- Victoires de la musique 2003 : spectacle musical, tournée ou concert pour Christophe à l'Olympia
- Grand prix de la chanson française de l'Académie Charles-Cros 2008 : catégorie « Chanson » pour Aimer ce que nous sommes[67].
- Grand prix Sacem 2010 : Grand prix de la chanson française

### Décorations
- Chevalier de la Légion d'honneur (2014[68])
- Commandeur de l'ordre des Arts et des Lettres (2011[69], officier en 2004[70])